# Dragons célestes

Les « dragons célestes » sont initialement des personnages contrôlant le monde dans le manga One Piece. 
Sur Internet, ils deviennent progressivement une allusion politique, puis conspirationniste, puis antisémite désignant les Juifs, afin de les critiquer ou les accuser. 

## Historique

### Univers deOne Piece
Ces personnages de One Piece apparaissent dans le manga au chapitre 497, titré Aventure sur l'archipel des bulles, dans le tome 51, sorti en 2008 au Japon et en 2009 en France. Ils apparaissent dans l'anime à l'épisode 391 et diffusé en 2009.
Également appelés Les Nobles Mondiaux, ils sont les descendants des rois fondateurs de l'organisation connue sous le nom de Gouvernement Mondial,. Cumulant richesse et privilèges quasi-divins, ils sont manipulateurs, puissants, vivent entre eux. Imbus d'eux-mêmes, ils vivent dans une sorte de masque-bulle qui leur permet de respirer un air qui leur est propre, et pas partagé avec les autres. Ils n'ont aucun lien avec les Juifs dans cette œuvre de fiction,.

### Début d'une utilisation politique ou conspirationniste
Pierre-William Fregonese, auteur et chercheur à l'université des arts de Kyoto explique : « Des youtubeurs ont repris ce terme au début des années 2010 pour critiquer la famille Rothschild pour son côté familial et son pouvoir, pas pour cibler ses origines juives ».
Le terme est également utilisé pour évoquer la théorie conspirationniste du nouvel ordre mondial, qui affirme qu'une minorité de puissants conspireraient pour dominer le monde.
Pierre-William Fregonese ajoute : « Des personnes utilisent le terme comme une critique du capitalisme et non pas par antisémitisme. Il faudra regarder le contexte dans lequel il est utilisé ».

### Naissance du parallèle antisémite
Le parallèle réellement antisémite naît sur les forums de jeuxvideo.com, à partir de 2014 et de manière plus visible en 2020. À partir de novembre 2022, la sociologue Illana Weizman alerte sur cette allusion, assimilable selon elle à un « dog whistle » antisémite. Il s'est ensuite répandu dans la fachosphère, et notamment sur Twitter, les militants antisémites utilisant cette expression pour ne pas subir de modération,,,. Début 2023, le terme est repéré et mis en lumière par plusieurs médias. Il est alors parfois remplacé par tenryubito, l'expression d'origine en japonais. Après les attaques du Hamas en octobre 2023, il se répand encore davantage.

### Utilisations par des personnalités grand public
Un concert du rappeur Freeze Corleone, régulièrement accusé d'antisémitisme, prévu pour décembre 2022 à l'Olympia de Montréal est annulé en novembre 2022. Cette annulation est « vraisemblablement à la suite de pressions exercées par l’organisation B’nai Brith », qui juge ses paroles antisémites, selon le quotidien canadien La Presse. Il réagit à l'annulation en publiant trois émojis de dragons sur Twitter. D'après le webzine français l'Abcdr du son, c'est « une façon cryptique de rendre responsable les juifs de cette annulation, via une référence détournée du manga One Piece où les "dragons célestes" sont des "êtres supérieurs" ».

### Polémique autour de David Guiraud
Dans la nuit du 31 décembre 2023, le député LFI David Guiraud réagit sur Twitter à l'annonce d'une plainte pour « apologie du terrorisme et provocation à la discrimination, à la haine ou à la violence » déposée par l'Observatoire juif de France contre lui, en réaction aux propos tenus à Tunis, en publiant un extrait vidéo du manga One Piece faisant référence aux « dragons célestes », personnages fictifs privilégiés et immensément riches, régulièrement utilisés comme un appel du pied pour désigner les juifs, souvent à des fins antisémites. Il est accusé par plusieurs médias d'antisémitisme. Devant la polémique, il supprime ensuite son post et reproche à ses détracteurs une mauvaise interprétation de ses propos liée à une mauvaise connaissance de la référence culturelle citée,,. Le chercheur à l’université des arts de Kyoto (en) Pierre-William Fregonese, interrogé par le journal 20 Minutes, estime peu probable que le député, très actif sur les réseaux sociaux et consommateur de pop culture, notamment de mangas, ait pu ignorer l'usage antisémite récurrent de cette référence de One Piece.